# Nagamaki
Le nagamaki (長巻) est une arme japonaise populaire entre le XIIe et le XIVe siècle. C'est une arme d'hast dont le manche en bois a été recouvert d'une bande enroulée de cuir, de laiton ou de bronze sur la première moitié du manche, voire sa totalité. Le nagamaki est également connu sous le nom de nagamaki-naoshi, lorsque la lame a été altérée par rapport à sa forme d'origine : la lame peut avoir été raccourcie ainsi que la soie.
Dans la majorité des cas, les lames de nagamaki ont été remontées en uchi-gatana ou katana à la période Edo (1600-1868). Contrairement à ce que l'on croit parfois, le manche originel d'un nagamaki n'a pas de tressage dans le style du katana (tsukamaki). La raison est que les restaurations tardives ont parfois tendance à rajouter ce type de tressage alors qu'il n'existait pas à l'époque Heian, Kamakura et début Muromachi sur ces types d'armes.
La lame d'un nagamaki a une longueur comprise entre 70 cm et 100 cm. Le manche a une longueur à peu près équivalente à celui de la lame, soit 3 shaku (91 cm) sans dépasser les 4 shaku (soit 1,21 m). Ancêtre du naginata, il était porté par les bushi (guerriers) de petit rang ou par les ashigaru (nommés « pieds légers » car ils portaient peu d'armures). Il permettait d'intercepter les cavaliers de plus haut rang armés de l'arc ou du tachi (ancêtre du katana).
La forme de sa lame sera reprise plus tard pour le naginata de sorte que les longues lames de naginata ne peuvent pas se distinguer des lames courtes de nagamaki.
La forme se distingue du katana par l'absence en général d'arête perpendiculaire au tranchant (yokote) permettant de mesurer la pointe, par l'existence d'une large gorge sur le premier tiers de la lame, d'un contre-tranchant sur l'arrière de la lame qui sert à l'alléger et souvent d'une petite gorge fine sur le milieu de la lame sur toute sa longueur. La courbure générale est plus prononcée que pour un katana.
Le nagamaki est une arme souvent représentée dans les mains des moines combattants (sōhei), avant que ceux-ci ne finissent par adopter le naginata. Il sera même parfois l'arme des cavaliers lors de la fin de la période Kamakura, avant que ceux-ci n'adoptent la lance à lame courte et droite (yari).
Le nagamaki dans sa version courte sera remplacée progressivement par le nodachi (long sabre de champ de bataille) et dans sa version longue par le naginata. Ce dernier avait une lame plus courte et un manche plus long, ce qui rendait l'arme plus rapide, moins lourde et un peu plus longue. Les derniers nagamaki disparaissent à la fin de la période Muromachi.
À la période Heian, les nagamaki étaient des armes de piètre qualité. Mais, peu à peu, les forgerons prendront plus de soin dans leur conception jusqu'à égaler celle des sabres (tachi).
Aujourd'hui, on ne fait presque pas de différence entre le nagamaki et le naginata : cette dernière nomination étant souvent donnée improprement à l'arme la plus ancienne. Toutefois, aux alentours du Bakumatsu, la distinction était encore mise en avant, puisque sur la pierre tombale du maître forgeron Fujieda Tarō Teruyoshi fut inscrit : « Il forgea pour le compte de son fief 200 lames de naginata, de nagamaki et de katana chacun. » Cela indique également que la demande s'était accrue pendant le Bakumatsu, par rapport à la paisible époque Edo.